# 即将到来的中美冲突
《即将到来的中美冲突》（The Coming Conflict With China），作者是理查德·伯恩斯坦和罗斯·门罗，出版于1997年。该书认为，美国和中国之间的冲突将主导21世纪初的几十年，并主张采取各种措施来应对作者所认为的中国对于美国的威胁。

## 进展
理查德·伯恩斯坦第一次谈论他对这本书的想法是在1996年。伯恩斯坦当时是《纽约时报》的书评人，但他之前也曾担任《时代》杂志驻北京分社社长。伯恩斯坦打电话给门罗，探讨他对这本书的想法，最后他们决定一起合写这本书。门罗是伯恩斯坦的朋友，曾任《多伦多环球邮报》驻北京记者，1978年因撰写有关人权的文章而被强制驱逐出中国大陆境内，之后他在香港《时代周刊》工作。为了保持统一的写作风格，整本书都是由伯恩斯坦撰写的，门罗则为书中的内容提供了事实依据。

## 概要
这本书的开头引用了中国将军糜振玉的话:“在相当长的一段时间里，有必要悄悄地培养我们对美国的复仇意识……我们需要养精蓄锐，等待时机。”
伯恩斯坦和门罗在书中认为，基于1994年中国共产党将美国视为“霸权主义大国”的声明，中国政府将美国视为敌人，并希望在亚洲取代它。虽然伯恩斯坦和门罗将中国描述为意识形态上不是共产主义的，也不是扩张主义的，但他们也表示，中国的统治者希望建立自己的霸权并获得美国的军事技术来增强自己，并寻求在全球范围内支持美国的反对者。作者将中国描述为“一个不满足且雄心勃勃的大国，其目标是主宰亚洲”。 此外，伯恩斯坦和蒙罗还表示，中国统治者将六四事件前学生示威的行为归咎于美国。
作者认为，中美之间有可能爆发战争，而台湾是最有可能的“导火索”。该书有一章描述了未来潜在的台湾相关冲突，中国试图军事收复台湾。伯恩斯坦和蒙罗预测，“在未来一两年内，中国将成为地球上第二大军事强国，经济实力与之相匹配”。
伯恩斯坦和门罗严厉批评了比尔·克林顿政府的对华政策，特别是批评克林顿未能兑现他在1992年总统竞选期间的承诺：如果中国的人权状况没有改善，他将会取消中国的最惠国待遇。伯恩斯坦和门罗称这是“美国近代外交史上最彻底的转变之一”。他们还指出，将最惠国待遇与人权挂钩“从一开始就是一个坏主意”。不过，两位作者对克林顿政府处理1996年台海危机的做法做出了积极评价。
对于日本，作者主张美国应停止对日本重整军备的反对，并将软弱的日本视为美国的潜在危险。作者认为，中国政府的目标是将日本置于和平、中立和从属地位，同时在国内煽动反日情绪。两位作者反对允许中国作为发展中国家加入世界贸易组织。

## 反响
《出版者周刊》杂志称这本书“有远见，令人不寒而栗”，并称赞这本书是“尖锐的批评”和“警钟”。唐纳德·扎戈里亚（Donald Zagoria）在 1997 年 5 月/6 月版《外交政策》中撰文称该书“悲观”，并批评它“忽视了美国和中国在维护亚洲地区和平方面的共同利益”。保罗·肯戈尔（Paul Kengor）在 1998 年《总统研究季刊》夏季刊中评论了这本书，称赞它“为我们理解克林顿总统如何处理 1990 年代美国外交政策面临的最关键、最棘手的问题之一提供了翔实的贡献”。哈利·S·罗文（Harry S. Rowen）在1997年《国家利益》杂志夏季刊上评论了这本书，批评了伯恩斯坦和门罗在书中采用的“原始”经济分析，并认为书中没有充分考虑到中国的民主化和日益增长的互联网自由，是一个“至关重要的疏忽”。
史蒂文·戈尔茨坦在1997年《哈佛国际评论》秋季刊中谴责这本书是“论战”，甚至是“对论战的拙劣模仿，对促进辩论或理解几乎没有任何帮助”。

## 后续
1998年，丹尼尔·伯斯坦（Daniel Burstein）在《巨龙：中国的未来》（Big Dragon: the Future of China）一书中称该书已成为“中国威胁学派的圣经”。该书出版后，门罗失去了费城外交政策研究所（FPRI）亚洲项目主任的职位。 据《标准周刊》报道，这是来自中国游说团的压力，尤其是 FPRI 受托人亚历山大·黑格，他曾表示“讨厌”这本书。

## 参阅
- 中国即将崩溃